# Ragnhild của Na Uy
Ragnhild Alexandra của Na Uy (tiếng Na Uy: Ragnhild Alexandra av Norge; 09 tháng 06 năm 1930 – 16 tháng 09 năm 2012) là con trưởng của vua Olav V của Na Uy và công chúa Märtha của Thụy Điển. Bà là chị gái của Vua Harald V và Vương nữ Astrid.
Sau cuộc hôn nhân với nhà tư sản Erling Lorentzen của gia đình Lorentzen, bà được biết đến như Vương nữ Ragnhild, phu nhân Lorentzen (prinsesse Ragnhild, fru Lorentzen). Vương nữ và chồng định cư tại Brazil ngay sau khi họ lấy nhau vào năm 1953, nơi mà chồng bà thành lập Aracruz Celulose. Trước khi em trai của Vương nữ ra đời, mọi người cho rằng bà sẽ trở thành Nữ vương của Na Uy trong trường hợp không có người thừa kế nam, mặc dù điều này đòi hỏi một sự sửa đổi hiến pháp vì phụ nữ không thể thừa kế ngai vàng vào thời điểm đó.
Bà là cháu gái của Vua Edward VII, cho nên trước khi bà qua đời, bà xếp vị trí thứ 77 trong dòng kế vị ngai vàng của Vương quốc Anh, bà cũng là chị em họ dòng thứ 3 với Nữ vương Elizabeth II và đồng thời là chị em họ dòng đầu với Vua Baudouin của Bỉ và đương kim quốc vương Bỉ là Vua Albert II.
Một số tàu, bao gồm chiến hạm MS Prinsesse Ragnhild, được đặt theo tên của bà.
Bà đã qua đời tại nhà riêng ở Rio de Janeiro vào ngày 16 tháng 9 năm 2012, sau một thời gian bị bệnh, ở tuổi 82.

## Liên kết
- Official biography at kongehuset.no